# 란코시역
란코시역(일본어: 蘭越駅 란코시에키[*])은 일본 홋카이도 이소야 군 란코시정에 있는 홋카이도 여객철도 하코다테 본선의 철도역이다.

## 역 구조
2면 2선의 상대식 승강장이 있는 지상역으로, 두 승강장끼리는 과선교로 연결되어 있다. 굿찬역에서 관리하는 간이 위탁역이며, 창구는 평일과 토요일에만 6시부터 14시 30분까지 영업한다.

### 승강장
| 1 | ■ 하코다테 본선 | 삿포로 · 오타루 · 삿포로 방면 |
| 2 | ■ 하코다테 본선 | 구로마쓰나이 · 오샤만베 방면  |
| 2 | ■ 하코다테 본선 | 당역 발착 오타루 방면         |

## 역 주변
- 란코시 정사무소
- 홋카이도 란코시 고등학교
- 홋카이도 란코시 중학교
- 란코시 우편국
- 굿찬 경찰서 란코시 주재소
- 시리베쓰 강

## 역사
- 1904년 10월 15일 - 홋카이도 철도의 일반역으로 개업.
- 1907년 7월 1일 - 홋카이도 철도 국유화.
- 1982년 3월 1일 - 화물 취급 폐지.
- 1984년 2월 1일 - 수하물 취급 폐지.
- 1984년 3월 31일 - 간이 위탁화.
- 1987년 4월 1일 - 일본국유철도 분할 민영화로 홋카이도 여객철도가 계승.
- 2007년 10월 - 역 번호 부여. S27.

## 인접한 역
| 홋카이도 여객철도 하코다테 본선 | 홋카이도 여객철도 하코다테 본선 | 홋카이도 여객철도 하코다테 본선 |
| ------------------------------- | ------------------------------- | ------------------------------- |
| S28 메나 오샤만베 방면          | ■ 하코다테 본선                 | S26 곤부 오타루 방면            |